# Área de conservación del Manaslu
El Área de conservación del Manaslu es un área protegida en Nepal . Establecida en 1998, cubre 1663 km² en el sector de Mansiri Himal del Himalaya, en el distrito de Gorkha. El área comprende montañas, glaciares y cursos de agua. En elevación, el área varía de 1.400 a 8.156 m, siendo el punto más alto el pico de Manaslu.

## Características
El área, en la sierra Mansiri Himal o macizo Gurkha, posee tres cumbres entre las más altas de la tierra, el Manaslu, de 8156 m, el Himalchuli de 7893 m, y el Ngadi Chuli, de 7871 m. La zona protegida empieza a 1400 m de altura. Hasta 2000 m, el clima es subtropical, con temperaturas que van de los 8.oC en invierno a los 34.oC en verano. A partir de 3000 m, la nieve se mantiene seis meses al año, el clima ártico empieza a 4500 m y por encima de 5000 m las nieves son permanentes. La media de precipitación es de 1900 mm anuales, con monzones entre junio y septiembre que aportan las tres cuartas partes de la precipitación.

## Fauna y Flora
La región alberga 33 especies de mamíferos, incluidos el leopardo de las nieves, el ciervo almizclero y el tar del Himalaya . Hay más de 110 especies de aves y tres especies de reptiles y más de 1500 a 2000 especies de plantas con flores. Están presentes al menos cuatro especies de ranas: Amolops formosus, Nanorana liebigii, Ombrana sikimensis y Duttaphrynus himalayanus.